# Francesco La Vega
Francesco La Vega (* 25. Juni 1737 in Rom; † 24. Dezember 1804 in Portici) war ein spanischer Archäologe und einer der frühen Ausgräber Pompejis.

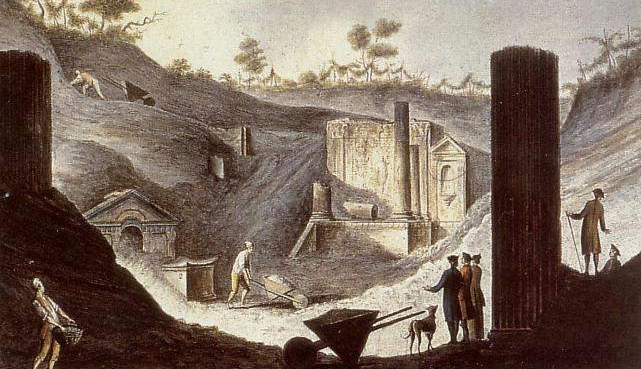
Pietro Fabris: Ausgrabung des Isis-Tempels in Pompeji. Idealisierte Darstellung der Ausgrabungen

## Leben
Francesco La Vega war wie sein Vorgänger Roque Joaquín de Alcubierre spanischer Ingenieur und ein sehr gebildeter Mann. Als Nachfolger des Schweizers Karl Weber war La Vega seit 1764 (andere Angaben sagen ab 1765) Assistent de Alcubierres, nach dessen Tod 1780 uneingeschränkter Grabungsleiter in Pompeji. Unter seiner Leitung wurden das Odeon, das Theater, Isistempel, das Forum Triangolare mitsamt der Bebauung, die Theaterporticus mitsamt den Gladiatorenbaracken, die Samnitische Palästra, die Villa des Diomedes und weitere Gebäude in dieser Gegend ergraben. La Vega führte sehr genau Grabungstagebuch, was auch heute noch bei der Rekonstruktion mancher verschollener Befunde hilft. Er erstellte, da er ein ausgezeichneter Zeichner war, auch einen ersten Plan, der zwar insgesamt ungenau, im Einzelnen aber sehr detailliert war. Schließlich war La Vega auch der erste, der erkannte, dass Pompeji für Besucher interessant sein könnte, und war für die ersten größeren Besuchergruppen an der Ausgrabungsstätte verantwortlich.
Viele Grabungsmethoden La Vegas waren zeitgemäß, wirken heute jedoch sehr rabiat. Mauern wurden eingerissen und auf Funde, die nicht als wertvoll erschienen, keine Rücksicht genommen. Andererseits war er der erste Archäologe, der sorgfältig ein Grabungstagebuch führte und als erster auch nichtkünstlerischen Funden wie Wein- und Butterpressen Aufmerksamkeit schenkte und diese richtig deutete. Ergrabene Häuser wurden oftmals wieder zugeschüttet. Francesco La Vega leitete die Ausgrabungen in Pompeji bis 1797. Ihm folgte nach einem Zwischenspiel durch Antoine Christophe Saliceti 1804 sein Bruder Pietro La Vega als Grabungsleiter von Pompeji nach.